# Coppa Anglo-Italiana 1978
La Coppa Anglo-Italiana 1978, chiamata per ragioni di sponsorizzazione Alitalia Challenge Cup 1978, fu la settima edizione della Coppa Anglo-Italiana. È stata vinta dall' Udinese, in finale contro il Bath City.

## Squadre partecipanti
Al torneo hanno partecipato dodici squadre, sei italiane e sei inglesi.
| Inglesi                                                               | Italiane                                         |
| --------------------------------------------------------------------- | ------------------------------------------------ |
| Bath City Bangor City Minehead Maidstone Utd Nuneaton Town Wealdstone | Arezzo Paganese Reggina Reggiana Treviso Udinese |

## Fase eliminatoria

### Partite
Ogni squadra ha dovuto disputare quattro gare contro squadre dell'altra nazione. Le prime due giornate si sono giocate a marzo in Inghilterra, mentre le ultime due a giugno in Italia.

#### Prima giornata
| Data       | Squadra numero 1 | Squadra numero 2 | Risultato |
| ---------- | ---------------- | ---------------- | --------- |
| 22.03.1978 | Bangor City      | Reggiana         | 5-1       |
| 22.03.1978 | Nuneaton Town    | Treviso          | 2-0       |
| 22.03.1978 | Minehead         | Reggina          | 1-0       |
| 22.03.1978 | Bath City        | Arezzo           | 5-0       |
| 22.03.1978 | Maidstone Utd    | Udinese          | 1-1       |
| 22.03.1978 | Wealdstone       | Paganese         | 4-2       |

#### Seconda giornata
| Data       | Squadra numero 1 | Squadra numero 2 | Risultato |
| ---------- | ---------------- | ---------------- | --------- |
| 25.03.1978 | Bangor City      | Treviso          | 2-1       |
| 25.03.1978 | Nuneaton Town    | Reggiana         | 1-1       |
| 25.03.1978 | Minehead         | Arezzo           | 3-1       |
| 25.03.1978 | Bath City        | Paganese         | 2-0       |
| 25.03.1978 | Maidstone Utd    | Reggina          | 3-0       |
| 25.03.1978 | Wealdstone       | Udinese          | 0-1       |

#### Terza giornata
| Data       | Squadra numero 1 | Squadra numero 2 | Risultato |
| ---------- | ---------------- | ---------------- | --------- |
| 20.06.1978 | Treviso          | Minehead         | 2-1       |
| 20.06.1978 | Udinese          | Bath City        | 3-1       |
| 20.06.1978 | Arezzo           | Maidstone Utd    | 1-0       |
| 20.06.1978 | Reggiana         | Wealdstone       | 1-0       |
| 20.06.1978 | Paganese         | Bangor City      | 1-0       |
| 20.06.1978 | Reggina          | Nuneaton Town    | 2-0       |

#### Quarta giornata
| Data       | Squadra numero 1 | Squadra numero 2 | Risultato |
| ---------- | ---------------- | ---------------- | --------- |
| 25.06.1978 | Treviso          | Bath City        | 0-2       |
| 25.06.1978 | Udinese          | Minehead         | 4-0       |
| 25.06.1978 | Arezzo           | Wealdstone       | 2-0       |
| 25.06.1978 | Reggiana         | Maidstone Utd    | 2-0       |
| 25.06.1978 | Paganese         | Nuneaton Town    | 1-3       |
| 25.06.1978 | Reggina          | Bangor City      | 2-2       |

## Classifiche nazionali
Le classifiche sono separate per le squadre inglesi e le squadre italiane. Il torneo prevedeva 3 punti in caso di vittoria ed 1 in caso di pareggio.
In caso di parità di punteggio tra due squadre, la squadra con la differenza reti più alta precede l'altra squadra.
Le squadre con più punti nella classifica inglese e quella italiana acquisiscono il diritto di disputare la finale.

### Classifica delle squadre inglesi
| Squadra       | Pt | G | V | N | P | GF | GS | DG |
| ------------- | -- | - | - | - | - | -- | -- | -- |
| Bath City     | 9  | 4 | 3 | 0 | 1 | 10 | 3  | +7 |
| Bangor City   | 7  | 4 | 2 | 1 | 1 | 9  | 5  | +4 |
| Nuneaton Town | 7  | 4 | 2 | 1 | 1 | 6  | 4  | +2 |
| Minehead      | 6  | 4 | 2 | 0 | 2 | 5  | 7  | -2 |
| Maidstone Utd | 4  | 4 | 1 | 1 | 2 | 4  | 4  | 0  |
| Wealdstone    | 3  | 4 | 1 | 0 | 3 | 4  | 6  | -2 |

### Classifica delle squadre italiane
| Squadra  | Pt | G | V | N | P | GF | GS | DG |
| -------- | -- | - | - | - | - | -- | -- | -- |
| Udinese  | 10 | 4 | 3 | 1 | 0 | 9  | 2  | +7 |
| Reggiana | 7  | 4 | 2 | 1 | 1 | 5  | 6  | -1 |
| Arezzo   | 6  | 4 | 2 | 0 | 2 | 4  | 8  | -4 |
| Reggina  | 4  | 4 | 1 | 1 | 2 | 4  | 6  | -2 |
| Treviso  | 3  | 4 | 1 | 0 | 3 | 3  | 7  | -4 |
| Paganese | 3  | 4 | 1 | 0 | 3 | 4  | 9  | -5 |

## Finale
| Arbitro: | Wohrer |

| |            | |
| Ulivieri 1’, 11’ Pellegrini 30’, 54’ Palese 71’                                                                                              | Marcatori  | |
| · Paleari · Osti · Fanesi · Leonarduzzi · Bonora · Riva · De Bernardi · Gustinetti · (64' Palese) Pellegrini · Bencina · (46' Soro) Ulivieri | Formazioni | · Allen · Ryan · Rogers · M. Burns · Bourne · Broom · Jenkins · Gibbs · Provan · Wheeler · Higgins |
| Massimo Giacomini | Allenatori | Brian Godfrey                                                                                      |